# Breites Igelhaubenmoos
Das Breite Igelhaubenmoos (Metzgeria conjugata) ist eine Lebermoos-Art aus der Familie Metzgeriaceae.

## Erkennungsmerkmale
Das Moos bildet niederliegende, oft ausgedehnte und dichte Überzüge. Die linealen, etwa 1 bis 1,5 mm breiten und bis 2,5 cm langen, grünen Thalli haben deutlich zurückgebogene Ränder, eine Mittelrippe und sind gabelig verzweigt. Die Thallusflügel beidseitig der Rippe bestehen aus nur einer Zellschicht, die Rippe ist mehrzellschichtig. Rippenunterseite und Thallusränder sind mit zahlreichen Haaren besetzt. Die mittleren Thalluszellen haben eine Größe von etwa 40 bis 65 µm. Das einhäusige Lebermoos bildet keine Brutkörper und nur selten Sporophyten aus.

## Standortansprüche
Metzgeria conjugata wächst an meist schattigen, feuchten bis nassen, auch überrieselten Standorten in Wäldern, besonders auf Felsen oder Steinen, weiters auf Erde und am Stammgrund von Bäumen. Im Vergleich zu den übrigen einheimischen Arten der Gattung Metzgeria ist es deutlich konkurrenzkräftiger.

## Verbreitung
Metzgeria conjugata ist in Europa weit verbreitet, besonders im westlichen und mittleren Teil. In Mitteleuropa sind die Verbreitungsschwerpunkte in den Mittelgebirgen und den Alpen, wo es bis in die hochmontane Stufe vordringt. Weitere Vorkommen gibt es in Asien, Südafrika, Amerika, Neuseeland.